# Podbeskidzie

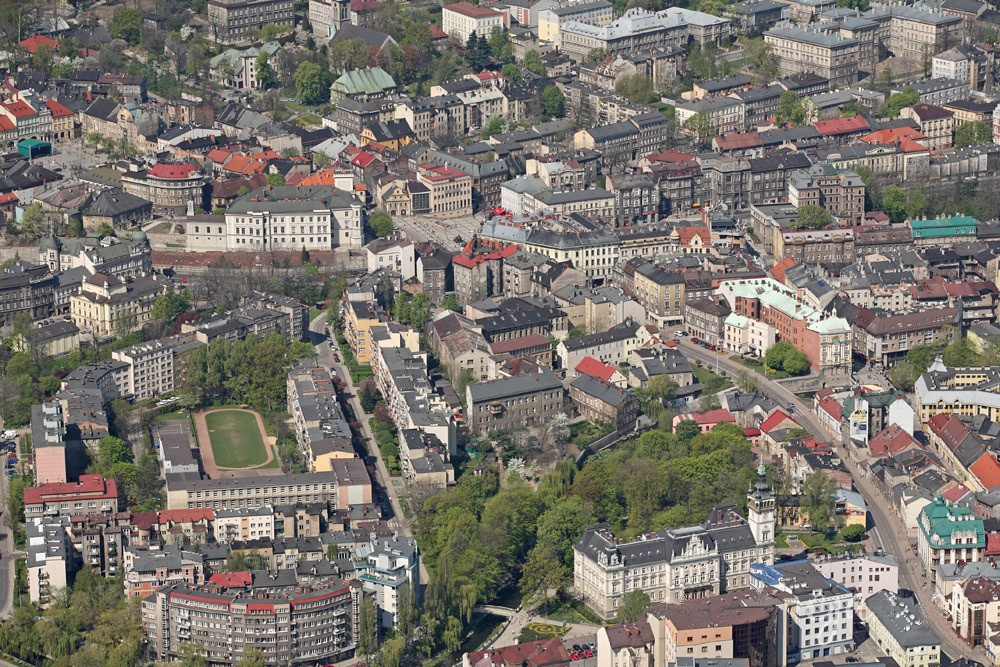
Bielsko-Biała – główne miasto regionu

Podbeskidzie (cz. Pobeskydí, niem. Beskidenland) – określenie nieformalne używane do określenia terenów geograficznie położonych u podnóża zachodniej części pasma Beskidów Zachodnich, obszaru dawnego województwa bielskiego bądź obszaru metropolitalnego – okręgu przemysłowego Bielska-Białej. Analogicznie termin bywa używany w Czechach dla regionu wokół Frydka-Mistka u podnóży Beskidu Morawsko-Śląskiego.

## Historia

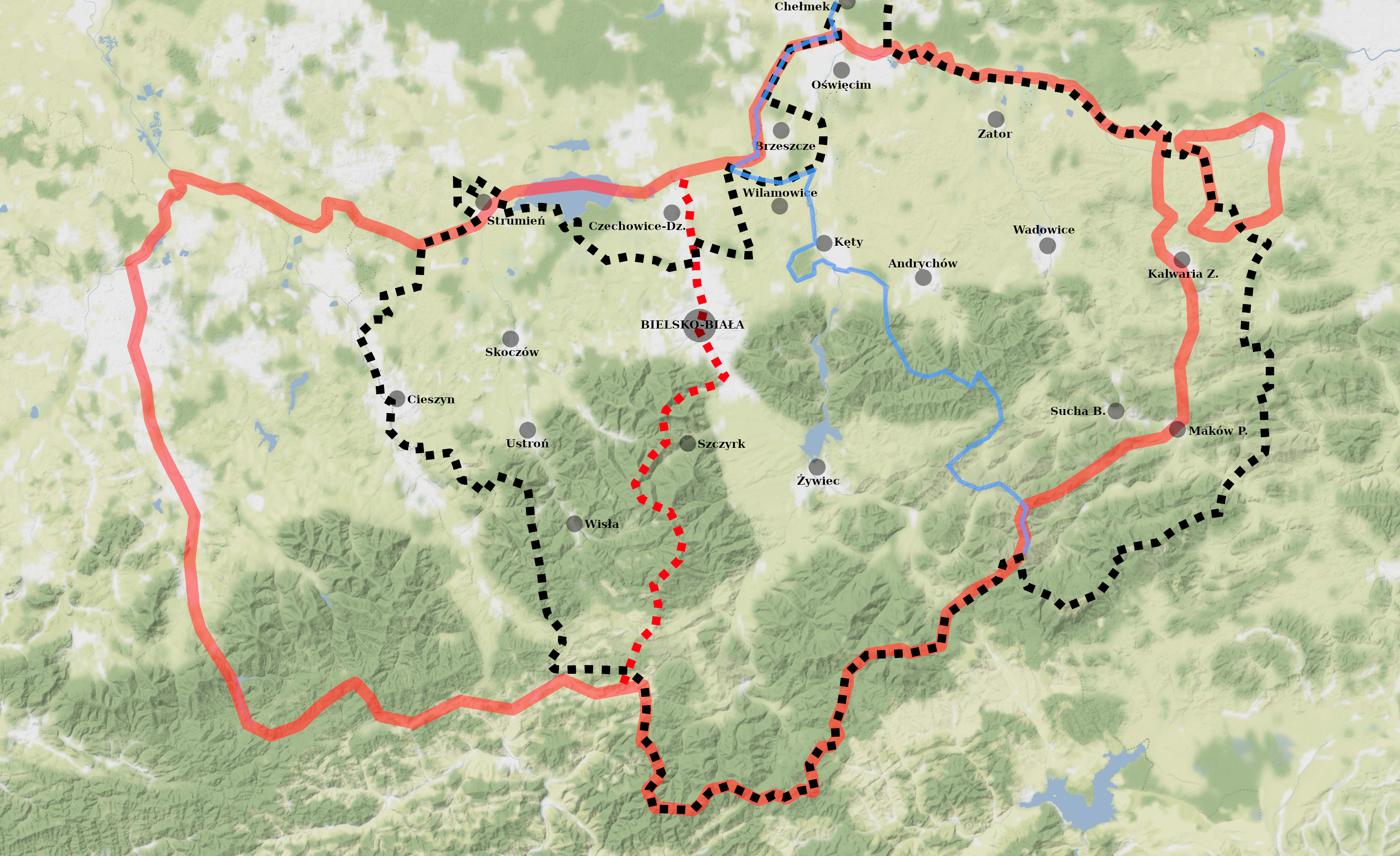
Województwo bielskie na tle miejscowej topografii i granic śląskiego księstwa cieszyńsko-oświęcimskiego w czasach Mieszka cieszyńskiego

Region współczesnego Podbeskidzia był politycznie zjednoczony w latach 1290 do 1315 jako księstwo cieszyńsko-oświęcimskie. Jego ówczesny władca przeprowadził wówczas akcję kolonizacyjną na prawie niemieckim, która prawie potroiła liczbę osad, co w pewnym stopniu skonsolidowało jego terytorium. W podobny sposób do regionu dotarła kolonizacja wołoska, który zasiedliła góry zarówno Beskidu Śląskiego jak i Żywieckiego i Małego. W dobie industrializacji zrośnięte ze sobą śląskie Bielsko i galicyjska Biała wyraźnie przerosły ludnościowo i gospodarczo historyczne centra w Cieszynie i Oświęcimiu. Niemcy z bielsko-bialskiej wyspy językowej od początku XX wieku zaczęli używać terminu Beskidenland i wielokrotnie, bezskutecznie starali się włączyć zachodnią Galicję do Śląska Austriackiego, podczas gdy Paweł Stalmach, przywódca polskiego ruchu narodowego na Śląsku Cieszyńskim postulował przyłączenie regionu cieszyńskiego do Galicji.

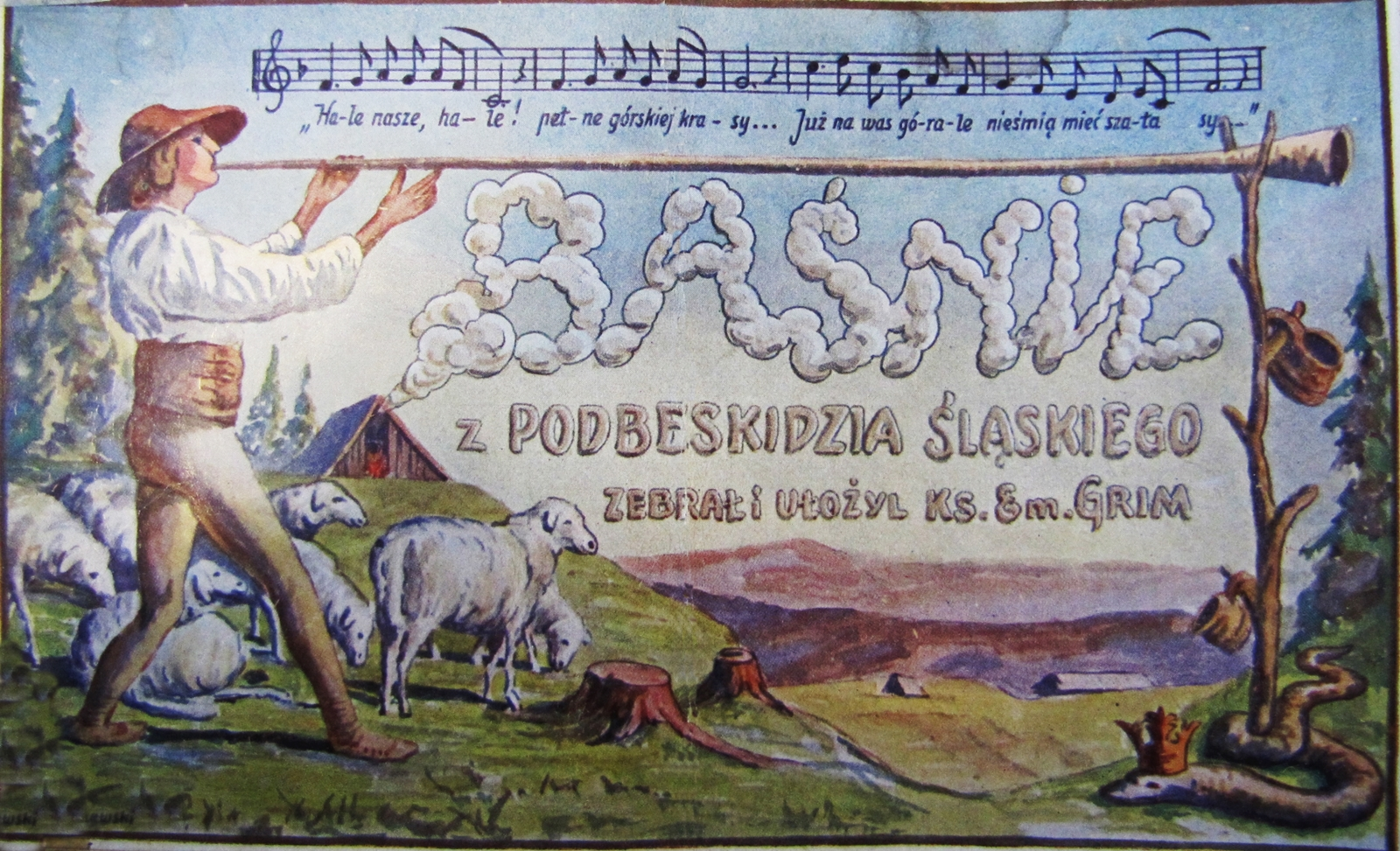
Okładka książki ks. Emanuela Grima "Baśnie z Podbeskidzia Śląskiego"

Pierwsze użycie polskiego terminu „Podbeskidzie” (w kolokacji zachodnie Podbeskidzie odnoszącej się do podgórskich obszarów południowo-zachodniej Małopolski) znajduje się w recenzji książki Józefa Putka O zbójnickich zamkach, heretyckich zborach i oświęcimskiej Jerozolimie, które ukazało się w czasopiśmie „Wierchy” w 1937. 
Natomiast pierwsze znane użycie tego terminu (w kolokacji Podbeskidzie Śląskie odnoszącej się do podgórskich obszarów Śląska Cieszyńskiego, bardziej związanych z Cieszynem czy Wisłą niż Bielskiem) znajduje się w tytule książki ks. Emanuela Grima Baśnie z Podbeskidzia Śląskiego z 1929 r. oraz w podpisie zdjęcia z okolic Wisły „Łąka na Podbeskidziu” w rozdziale „Śląsk Zielony” w książce Gustawa Morcinka pt. Śląsk z 1933 r.. W 1939 r. Franciszek Popiołek w książce pt. Historia osadnictwa w Beskidzie Śląskim opisując osadnictwo wałaskie na Śląsku używa określenia „wsie podbeskidzkie”. W 1936 r. Towarzystwo Wydawnicze Muzyki Polskiej w Warszawie wydało nuty pięciu pieśni ludowych Feliksa Nowowiejskiego pod tytułem: 5 Polnisch Beskidische Volkslieder – 5 Pieśni z Podbeskidzia Śląskiego. 

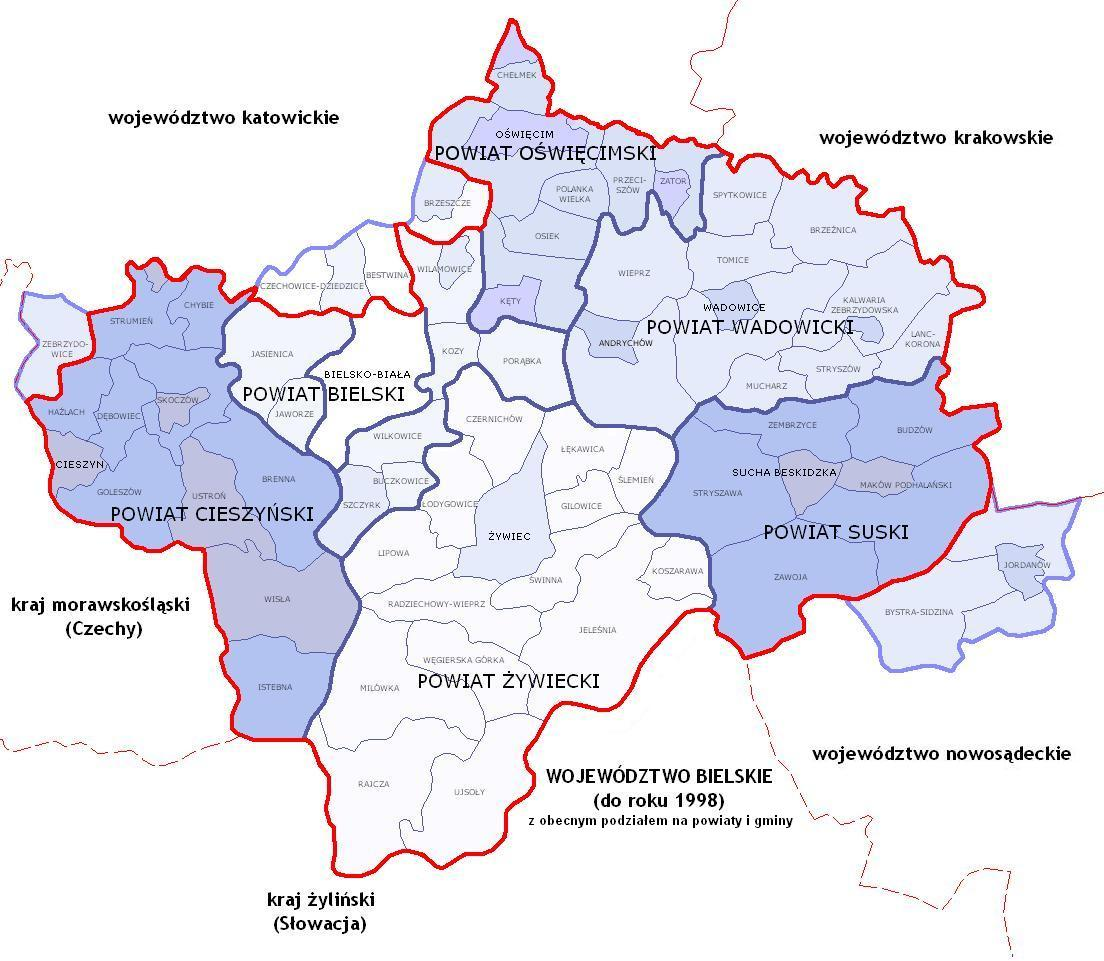
Województwo bielskie na tle obecnego podziału administracyjnego

Podbeskidzie w sensie takim, w jakim ten zwrot używany jest obecnie, czyli regionu skupionego wokół Bielska-Białej, pojawia się w Przewodniku po ziemi bielsko-bialskiej wydanym przez Towarzystwo Miłośników Ziemi Bielsko-Bialskiej w 1968 roku.
Termin „Podbeskidzie” był chętnie używany w latach 1975–1998, kiedy istniało województwo bielskie, obejmujące część Beskidów oraz obszary pod Beskidami. Termin zaczęto odnosić (błędnie, biorąc pod uwagę etymologię) do całego obszaru województwa (włącznie z Beskidami), a z czasem zatracił on swoje geograficzne znaczenie, bowiem zaczęto używać go dla określenia województwa bielskiego jako regionu (np. „Solidarność Regionu Podbeskidzie”), a w obecnym podziale administracyjnym obszar subregionu południowego województwa śląskiego (Bielska-Białej oraz powiatów bielskiego, cieszyńskiego i żywieckiego). Bywa też nadal używany przez władze samorządowe w Bielsku-Białej w szerszym znaczeniu.

## Kontrowersje
Używanie terminu „Podbeskidzie” stało się przedmiotem wielu kontrowersji ze względu na – jak twierdzą przeciwnicy jego używania – jego nieprecyzyjność (brak naukowego opracowania definicji „Podbeskidzia” i zdefiniowania obszaru, który miałby obejmować), błędność nazwy (terminem określa się zazwyczaj tereny górskie w Beskidach, a nie tylko „pod Beskidami”), nadużywanie (stosowanie tego terminu zbyt często i ogólnikowo, mimo iż jest on tylko nieformalny) oraz zastępowanie starszych już nazw zwyczajowych (np. Żywiecczyzna), geograficznych (np. Pogórze Śląskie, Beskid Mały, Beskid Śląski i Beskid Żywiecki) i historycznych (np. Śląsk Cieszyński). W dodatku rejonów leżących „pod Beskidami” jest w Polsce więcej (równolegle do pasm Beskidów), podczas gdy ta nazwa określa tylko jeden z nich (analogicznie do określenia Podkarpacie).
Po lewej stronie rzeki Białej wyraźne były wpływy kultury ludowej Śląska Cieszyńskiego, po prawej – małopolskiej góralszczyzny. Do tego po obu stronach rzeki mieszkała ludność polsko- i niemieckojęzyczna (z tzw. niemieckiej wyspy językowej), społeczność katolicka i ewangelicka oraz żydowska.